# Горобьевка
Воробьёвка либо Горобьевка (укр. Гороб'ївка) — село,
Таволжанский сельский совет,
Двуречанский район,
Харьковская область, Украина.
Код КОАТУУ — 6321885502. Население по переписи 2001 года составляет 263 (128/135 м/ж) человека.

## Географическое положение
Село Воробьевка (Горобьевка) находится в 2-х км от левого берега реки Оскол в месте впадения в неё реки Ольшана. Между селом и рекой расположено село Гряниковка, выше по течению на расстоянии в 2 км расположено село Двуречное, ниже по течению в 2-х км село Масютовка, на противоположном берегу пгт Двуречная, на расстоянии в 2 км расположены сёла Таволжанка, Свистуновка и Кущевка (нежилое).
Село окружено большими лесными массивами урочище Великое и урочище Долгий Гай (сосна).
Рядом проходит железная дорога, в 2-х км станция Двуречная.

## Происхождение названия
Село Воробьевка в некоторых документах украинизированно называется Горобьёвкой (по-украински воробей — «горобець»).

## История
- 1799 — дата основания.
- 2-3 сентября 2020 года часть села сгорела во время верхового лесного пожара.[3] Тогда огнём были уничтожены 22 дома в селе (между селом и лесом не было противопожарной полосы).[4]

Общая площадь пожара составляла 500 гектаров, из них 100 га верхового пожара. К тушению пожара привлекли 395 человек и 61 единицу техники, из них пожарный поезд, два пожарных самолёта и один вертолёт.

## Достопримечательности
- Братская могила советских воинов, погибших при освобождении села во время ВОВ.